# NICU (ER)
NICU is de twaalfde aflevering van het tiende seizoen van de televisieserie ER, die voor het eerst werd uitgezonden op 15 januari 2004.

## Verhaal
Lockhart en Rasgotra moeten een maand stage lopen op de afdeling NICU. Zij krijgen een Chinees echtpaar die een vroeg geboren tweeling hebben gekregen, een ervan is er slecht aan toe en wordt daarom achtergelaten door het echtpaar. Een ander echtpaar blijven 21 dagen hopen op een wonder voor hun ziek kind, uiteindelijk beseffen zij dat hun kind zal overlijden. Dan zien zij een bekende een kind krijgen, dr. Weaver en haar vriendin Sandy krijgen een gezonde zoon. 

## Rolverdeling

### Hoofdrollen
- Noah Wyle - Dr. John Carter
- Mekhi Phifer - Dr. Gregory Pratt
- Alex Kingston - Dr. Elizabeth Corday
- Laura Innes - Dr. Kerry Weaver
- L. Scott Caldwell - Dr. Rabb
- Linda Cardellini - verpleegster Samantha 'Sam' Taggart
- Parminder Nagra - Neela Rasgrota
- Maura Tierney - Abby Lockhart
- Lisa Vidal - Sandy Lopez
- Rossif Sutherland - Lester Kertzenstein

### Gastrollen (selectie)
- Christopher Cousins - Kyle Kolber
- Lesley Fera - Helen Kolber
- Joanne Baron - Virgie
- Jordan Berkow - Susannah
- Yi Ding - Mei-Fan
- Jamison Yang - Shuang Tseng
- Tom Parker - Matt Gilespie
- Nick Collins - Justin
- Shi Ne Nielson - studente geneeskunde Sheila